# Una. Nessuna. Centomila – in Arena
Una. Nessuna. Centomila – in Arena è stato un concerto di iniziativa benefica che si è svolto il 4 e 5 maggio 2024 all'Arena di Verona. L'evento, promosso da Friends&Partners, è la riedizione di Una. Nessuna. Centomila tenutosi nel 2022. Sono stati quindici gli artisti che hanno preso parte al concerto, sotto la direzione artistica di Fiorella Mannoia e la conduzione di Amadeus.
Lo scopo dell'iniziativa è stato raccogliere fondi per aiutare le donne vittime di violenza attraverso la Fondazione Una Nessuna Centomila e promuovere i diritti delle donne e la parità di genere.  Per l’evento sono stati venduti 20455 biglietti con un ricavato di 600 mila euro.
L'8 maggio 2024 l'evento è stato trasmesso in differita su Rai 1 e a reti unificate sull'emittente radiofonica Rai Radio 2.

## Il concerto

### Antefatti e annuncio
Successivamente all'evento Una. Nessuna. Centomila tenutosi nel 2022 alla RCF Arena di Reggio Emilia, nel 2023 è stata fondata l'associazione Una Nessuna Centomila, insita a promuovere i finanziamenti ai centri antiviolenza e progetti che sostengono i diritti e l'emancipazione delle donne, oltre che promuovere eventi, concerti, mostre e interventi di animazione culturale per sensibilizzare sui temi della violenza e disparità di genere. Nel luglio 2023 la presidentessa onoraria della fondazione Fiorella Mannoia ha annunciato la riedizione del concerto benefico per il 26 settembre 2023 presso l'Arena di Verona.
Successivamente alla partecipazione della cantante ai TIM Music Awards 2023 per promuovere l'evento, Mannoia ha annunciato la cancellazione e rinvio del concerto al 2024, poiché indisposta fisicamente per un'ernia del disco. Nonostante ciò Friends&Partners ha attivato un numero telefonico per la raccolta dei fondi dal 24 al 30 settembre 2023. Nel novembre 2023 viene comunicato che il concerto si terrà con una doppia data il 4 e 5 maggio 2024 presso l'Arena di Verona.
L'11 aprile 2024 viene annunciato come conduttore dell'evento Amadeus.

### Sinossi e cast
Il concerto si è svolto con singole performance singole, duetti e interpretazioni collettive. Al cast di cantanti annunciato nel luglio 2023, composto da Fiorella Mannoia, Alessandra Amoroso, Annalisa, Samuele Bersani, Brunori Sas, Elodie, Emma, Noemi, Francesca Michielin, Tananai, Niccolò Fabi, BigMama, Achille Lauro, Ermal Meta, Fabrizio Moro, Mahmood, Piero Pelù, Paola Turci, Giuliano Sangiorgi e Ornella Vanoni. Nel corso del concerto sono inoltre stati presenti Anna Foglietta e Massimiliano Caiazzo. Il 4 maggio 2024 Vanoni ha annunciato che non sarebbe stata presente alle due date per problemi di salute.

## Artisti aderenti
- Alessandra Amoroso
- Annalisa
- Samuele Bersani
- BigMama
- Brunori Sas
- Elodie
- Emma
- Niccolò Fabi
- Achille Lauro
- Ermal Meta
- Fiorella Mannoia
- Francesca Michielin
- Fabrizio Moro
- Mahmood
- Noemi
- Piero Pelù
- Giuliano Sangiorgi
- Tananai
- Paola Turci
- Ornella Vanoni

## Scaletta esibizioni

### Prima serata
Le esibizioni e i brani sono elencati in ordine di apparizione ed esecuzione nella data del 4 maggio 2024.
- Fiorella Mannoia – Mariposa
- Tananai, Elodie – Tango
- Giuliano Sangiorgi – Meraviglioso
- Annalisa – Sinceramente
- Giuliano Sangiorgi, Fiorella Mannoia, Ermal Meta – Estate
- Giuliano Sangiorgi, Noemi, BigMama – Io che amo solo te
- Emma – Apnea
- Achille Lauro, Fiorella Mannoia– C'est la vie
- Fiorella Mannoia, Alessandra Amoroso, Annalisa – Combattente
- Noemi, Tananai, Fabrizio Moro – Sono solo parole
- Francesca Michielin, Brunori Sas – Nessun grado di separazione
- Elodie, Fiorella Mannoia – Due
- Fabrizio Moro– Sei tu
- Paola Turci, Francesca Michielin, Noemi – Fatti bella per te
- Niccolò Fabi, Samuele Bersani, Brunori Sas, Fiorella Mannoia – Offeso
- Alessandra Amoroso – Fino a qui
- Brunori Sas, Fiorella Mannoia – Per due che come noi
- Samuele Bersani, Tananai – En e Xanax
- Ermal Meta, Paola Turci – Vietato morire
- Achille Lauro, Emma – 16 marzo
- Tananai – Veleno
- Niccolò Fabi, Fiorella Mannoia – Mimosa
- Corale – Nessuno mi può giudicare

### Seconda serata
Le esibizioni e i brani sono elencati in ordine di apparizione ed esecuzione nella data del 5 maggio 2024; rispetto alla data precedente si sono esibiti Piero Pelù e Mahmood; quest'ultimo con Fiorella Mannoia ha sostituito Ornella Vanoni nell'esecuzione del brano L'appuntamento, non eseguendo il proprio brano Mariposa, mentre Annalisa, Alessandra Amoroso, Emma, Francesca Michielin e Noemi hanno eseguito Nessun dolore di Lucio Battisti.
- Tananai, Elodie – Tango
- Giuliano Sangiorgi –  Meraviglioso
- Annalisa – Sinceramente
- Giuliano Sangiorgi, Fiorella Mannoia, Ermal Meta – Meraviglioso
- Giuliano Sangiorgi, Noemi, BigMama – Io che amo solo te
- Emma – Apnea
- Achille Lauro, Fiorella Mannoia – C'est la vie
- Fiorella Mannoia, Alessandra Amoroso, Annalisa – Combattente
- Noemi, Tananai, Fabrizio Moro – Sono solo parole
- Francesca Michielin, Brunori Sas – Nessun grado di separazione
- Elodie, Fiorella Mannoia –  Due
- Fabrizio Moro – Sei tu
- Paola Turci, Francesca Michielin, Noemi –  Fatti bella per te
- Niccolò Fabi, Samuele Bersani, Brunori Sas, Fiorella Mannoia – Offeso
- Alessandra Amoroso – Fino a qui
- Brunori Sas, Fiorella Mannoia – Per due che come noi
- Samuele Bersani, Tananai – En e Xanax
- Ermal Meta, Paola Turci – Vietato morire
- Achille Lauro, Emma – 16 marzo
- Tananai – Veleno
- Niccolò Fabi, Fiorella Mannoia – Mimosa
- Fiorella Mannoia, Mahmood – L'appuntamento
- Mahmood – Tuta gold
- Piero Pelù, Emma – Regina di cuori
- Piero Pelù – Gigante
- BigMama, Alessandra Amoroso – La rabbia non ti basta
- Annalisa, Alessandra Amoroso, Emma, Francesca Michielin, Noemi – Nessun dolore
- Corale – Nessuno mi può giudicare

## Media

### Radio
L'evento è stato trasmesso in diretta radiofonica su Rai Radio 2 con il nome Una. Nessuna. Centomila in Arena - Il Backstage, con i retroscena dell'evento e le interviste ad artisti, autori e promotori dell'evento, condotto da Andrea Delogu e Carolina Di Domenico.

### Televisione
L'evento è stato trasmesso in differita su Rai 1 con il nome Una. Nessuna. Centomila – in Arena l'8 maggio 2024.

### Ascolti TV
La trasmissione è stata seguito da 3 834 000  telespettatori pari al 25,80% di share.